# 1819年大彗星
1819年大彗星（Great Comet of 1819），正式命名為C/1819 N1，也稱為特拉萊斯彗星（Comet Tralles），是一顆異常明亮且易見的大彗星，視星等接近1-2等，由德國天文學家約翰·格奧爾格·特拉萊斯於1819年7月1日在柏林發現。這是法國數學家弗朗索瓦·阿拉戈使用偏振分析的第一顆彗星。

## 發現
1819年7月1日，當時位於柏林的天文學家約翰·格奧爾格·特拉萊斯在黃昏時分在低空觀察到一顆明亮的彗星。第二天晚上，同樣在柏林的天文學家約翰·波得證實了這項發現。

## 觀測
7月2日，約翰·格奧爾格·特拉萊斯發現彗星的彗髮長度為40″。7月3日，弗里德里希·馮·斯特鲁维測量了核心寬度8″，尾部有幾度。來自海因里希·奧伯斯報告指出，核心視星等為1-2等，尾部長約7-8°。 斯特魯維最後一次觀測到這顆彗星是在10月25日。
同樣在7月3日，弗朗索瓦·阿拉戈使用自己發明的旋光計分析了彗星尾部發出的光，發現它是偏振的。 然後他觀察了最近的恆星五車二卻沒有顯示偏振光。這顯示彗星尾部的一些光被太陽反射了，這是歷史上第一次彗星的偏振觀測。

## 外部連結
- JPL DASTCOM Orbital Elements
- Bortle, John E. . 1998  [2024-04-01]. （原始内容存档于2012-05-14）.